# Miss Van

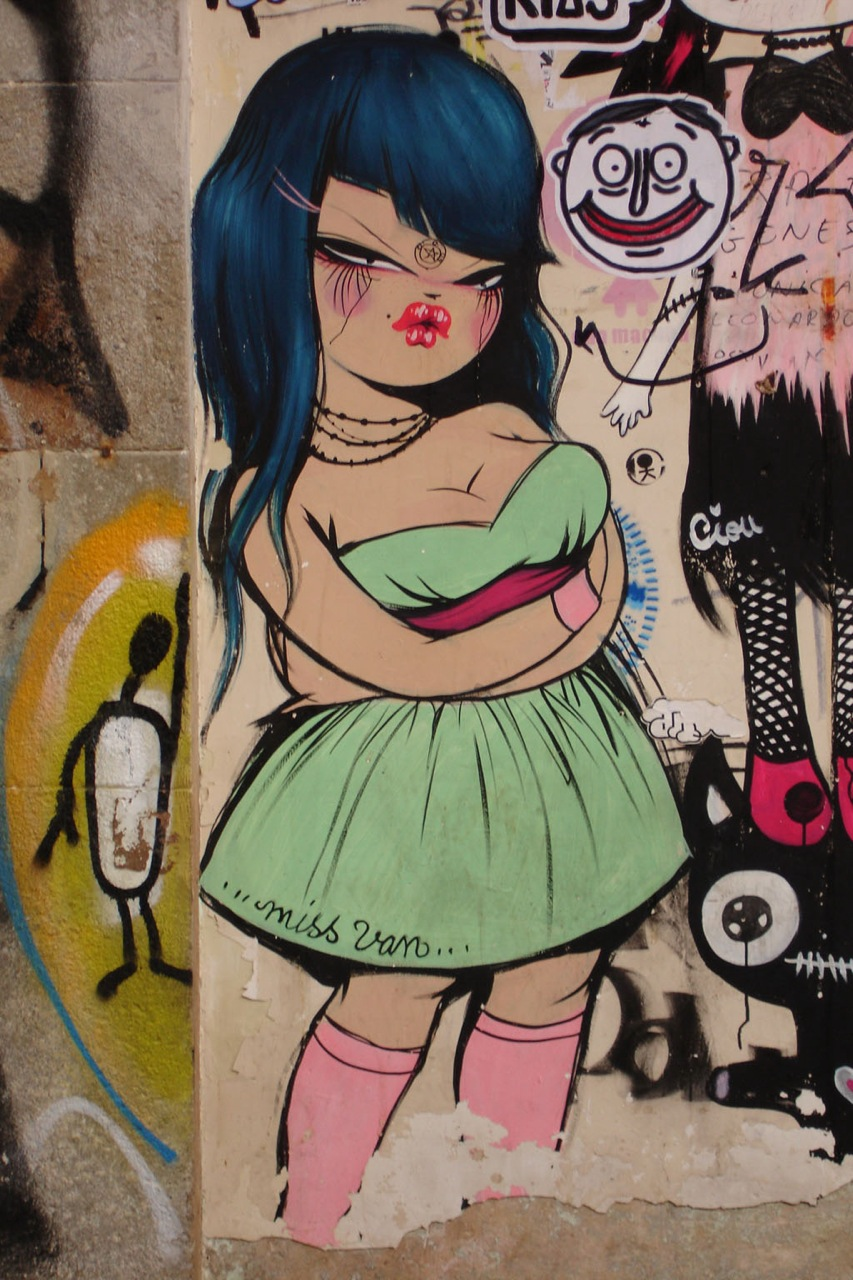
Miss Van graffiti in Barcelona.

Vanessa Alice Bensimon, más conocida como Miss Van (Toulouse, Francia; 1973), es una artista del graffiti francés.

## Biografía
En 1991, con 18 años de edad, empezó a pintar sus obras de forma autobiográfica, utilizándolas para identificarse y de forma provocativa, ya que pintaba encima de otras ya hechas por hombres. Al principio, su firma era pintarse a sí misma de distintas maneras, pero con los años y la aparición de otros exponentes feministas parecidos, como Mademoiselle Kat, comenzó a firmar sus obras. El sector masculino, también le ha ayudado para inspirarse en sus pinturas, representándolos como animalitos de compañía, de mirada tierna y de actitud amorosa. cuando empezó a plasmar en las paredes de su ciudad, su sello distintivo.
Las Poupees (como ella las llama), son sus principales protagonistas, una mezcla entre mujeres y niñas, de ojos rasgados, que combinan fragilidad, y a la vez, sensualidad, todo eso, a través de una variada gama de formas voluptuosas, que expresan diversas emociones.
Sus influencias son la figuración libre, los artistas japoneses, las «pin-ups» de los años 1950. Los artistas que más la han influido son Mark Ryden y Junko Mizuno y por otro lado los dibujos de Vaughn Bodé publicados durante los años 1970.